# Bryum alandense
Bryum alandense là một loài rêu trong họ Bryaceae. Loài này được Bom. mô tả khoa học đầu tiên năm 1900.